# Фаунтен-Спрінгс (Пенсільванія)
Фаунтен-Спрінгс (англ. Fountain Springs) — переписна місцевість (CDP) в США, в окрузі Скайлкілл штату Пенсільванія. Населення — 256 осіб (2020).

## Географія
Фаунтен-Спрінгс розташований за координатами 40°46′20″ пн. ш. 76°19′43″ зх. д. / 40.77222° пн. ш. 76.32861° зх. д. (40.772168, -76.328513).  За даними Бюро перепису населення США в 2010 році переписна місцевість мала площу 1,45 км², уся площа — суходіл.

## Демографія
Згідно з переписом 2010 року, у переписній місцевості мешкало 278 осіб у 98 домогосподарствах у складі 67 родин. Густота населення становила 191 особа/км².  Було 111 помешкання (76/км²).
Расовий склад населення:
| - 97,1 % — білих - 1,8 % — чорних або афроамериканців - 0,4 % — корінних американців |

До двох чи більше рас належало 0,4 %. Частка іспаномовних становила 1,4 % від усіх жителів.
За віковим діапазоном населення розподілялося таким чином: 11,5 % — особи молодші 18 років, 62,6 % — особи у віці 18—64 років, 25,9 % — особи у віці 65 років та старші. Медіана віку мешканця становила 48,1 року. На 100 осіб жіночої статі у переписній місцевості припадало 65,5 чоловіків;  на 100 жінок у віці від 18 років та старших — 64,0 чоловіків також старших 18 років.
Середній дохід на одне домашнє господарство  становив 31 411 долар США (медіана — 36 140), а середній дохід на одну сім'ю — 45 162 долари (медіана — 45 000). За межею бідності перебувало 24,8 % осіб, у тому числі 0,0 % дітей у віці до 18 років та 17,5 % осіб у віці 65 років та старших.
Цивільне працевлаштоване населення становило 173 особи. Основні галузі зайнятості: виробництво — 34,1 %, будівництво — 23,7 %, мистецтво, розваги та відпочинок — 17,9 %.